# جوزيف ميرك
جوزيف ميرك ولد يوم 18 جانفي 1795 وتوفي يوم 16 جويلية 1852 كان عازف تشيلو نمساويًا مشهورًا، وغالبًا ما يوصف بأنه أحد أكثر العازفين تأثيرًا في النصف الأول من القرن التاسع عشر. كما كتب عددًا من المؤلفات الموسيقية للتشيلو.